# The Curtain Pole
The Curtain Pole is een amerikaanse stomme film uit 1909 onder regie van D.W. Griffith.

## Rolverdeling
| Acteur            | Personage    |
| ----------------- | ------------ |
| Mack Sennett      |              |
| Harry Solter      |              |
| Florence Lawrence | Mrs. Edwards |